# Fristad
En fristad (tysk: Freie Stadt) er en by med statslig selvstændighed, det vil sige ikke er underlagt nogen højere myndighed end bystyret.[kilde mangler]

## Middelalder
Oprindelig betegnede udtrykket "fristad" de byer, der i det 13. og 14. århundrede frigjorde sig fra (ærke)biskoppens overherredømme. Disse byer havde alle rettigheder til selv at føre udenrigs- og toldpolitik, skattepolitik og forsvarspolitik. Sådanne byer var eksempelvis Köln, Soest, Mainz (til 1462), Augsburg, Worms, Speyer, Straßburg og Basel.[kilde mangler]
Modsat var i Det tysk-romerske Rige de "frie rigsstæder" (tysk: Freie Reichsstadt, pl: Reichsstädten) betegnelsen for byer, der var pligtige at betale skatter og efterkomme befalinger fra kejseren.[kilde mangler]
Ved betegnelsen "kongelige fristæder" (tysk: Königliche Freistadt betegnedes i Ungarn byer med ret til selvstyre, fra 1405 byer med ret til deltagelse i Rigsdagen (tysk: Reichstag). Sådanne byer var eksempelvis Eisenstadt, Rust (Burgenland) (nu i Østrig) og Sopron (tysk: Ödenburg (nu i Ungarn)).

## 19. århundrede
Flere af disse middelalderlige byrepublikker bevarede deres selvstændige stilling efter oprettelsen af Det tyske forbund i 1815, herunder Augsburg og Nürnberg, der dog allerede 1805 hhv. 1806 blev annekteret af Kongeriget Bayern. De frie Hansestæder,  Hamburg, Lübeck og Bremen blev i 1810 af Napoleon 1. af Frankrig integrerede i Rhinforbundet for derved at styrke Kontinentalspærringen, men blev alle anerkendt som frie stæder ved Wienerkongressen. Med denne stilling indgik de den 8. Juni 1815 i Det tyske Forbund (tysk: Deutscher Bund). 
Ligeledes blev Krakow ved Wienerkongressen anerkendt som Fristaden Kraków, men efter den polske opstand i 1846 indlemmet i den østrigske provins Galicien. Fristaden Frankfurt (tysk: Freie Stadt Frankfurt) kom under Den preussisk-østrigske krig i 1866 under Preußen, mens Hamburg, Bremen og Lübeck blev medlemmer af Det nordtyske forbund (tysk: Norddeutscher Bund), 1871 i Det tyske Rige (tysk: Deutsches Reich).[kilde mangler]

## 20. århundrede
En speciel stilling indtog Fristaden Danzig (tysk: Freie Stadt Danzig), idet byen fra 1920 til 1939 var under Folkeforbundets overhøjhed.[kilde mangler]
Fristaden Lübeck blev 1937 integreret i den preussiske provins Slesvig-Holsten.[kilde mangler]
Efter 2. verdenskrig er der ingen byer, der har status af fristad.[kilde mangler]

## Fristaden Christiania
"Fristaden Christiania" er betegnelsen for et område i København, den forhenværende Bådsmandsstræde Kaserne, der 1970 blev overtaget af ungdomsoprørere, som her indrettede sig efter deres egne tanker. "Fristaden"s stilling er retsligt og politisk omstridt,[kilde mangler] der har været en omfattende kriminalitet med tilknytning til stedet, men der har ikke været politisk tilslutning til at bringe en ende på de ulovlige tilstande.[kilde mangler]